# Сражение при излучине Черны (1917)
Сражение при излучине Черны (болг. Битка при завоя на Черна) было важным сражением между силами Центральных держав и Антанты в мае 1917 года. Это была часть весеннего наступления союзников, целью которого было выйти из тупика на Македонском фронте. Несмотря на значительное численное и материальное преимущество наступающих над обороняющимися, болгарская и немецкая оборона позиций в излучине реки Черна (македон. Црна) оставалась грозным препятствием, которое союзники не смогли преодолеть не только в 1917-м, но и до конца войны.
Начало общего наступления Антанты на Балканах в 1917 году несколько раз откладывалось и, наконец, оно было назначено на 25 апреля. По замыслу Саррайля, первыми должны были атаковать англичане и французы с целью сковать противника и отвлечь его внимание, после чего должны были начать решительное наступление сербы. Англичане произвели две ночных атаки — 25 апреля и 8 мая, не давшие крупных результатов, но вызвавшие большие потери у наступающего.
Наступление Антанты при излучине Черны началось после провала английских атак. Утром 9 мая 1917 года под прикрытием ураганного огня войска союзников предприняли три последовательные атаки. Первая атака началась утром на всем участке рубежа, но была отбита артиллерийским огнем и болгарской контратакой. В полдень была начата вторая массированная атака, проходившая на широком фронте протяженностью 16 км. Атакующие войска пошли на штурм первой оборонительной позиции. Болгары и немцы поднялись в контратаку и сумели отбить противника и восстановить свою оборону. Вечером 9 мая 1917 года союзные войска предприняли новую атаку, которая вновь была отражена артиллерийским огнём. Потери наступавших были огромны и составили 5425 человек. Болгарские потери в этом районе - 1605 офицеров и солдат.
11 мая наступление союзников на рубеже Черны вновь возобновилось. Их атака была отбита артиллерийским огнём, а местами и рукопашным боем. Во второй половине дня того же дня произошла повторная атака противника, которая была отбита огнем болгарской и немецкой артиллерии.
17 мая была предпринята последняя попытка прорвать оборону при излучине. Ей предшествовали четыре дня мощной артиллерийской подготовки. Утром того же дня французские части атаковали немецкие позиции, но были отбиты. Во второй атаке французы захватили окопы и лишь через полтора часа ожесточенного рукопашного боя были отбиты, понеся большие потери.
С провалом атаки 17 мая наступательные действия 21 мая были приостановлены. Общее положение на Западном фронте Антанты, заставившее потерять надежду на окончание войны в 1917 года, вызвало указание французского главного командования генералу Саррайлю приостановить начатую операцию по его усмотрению, что и было сделано 23 мая. Общие потери за это время доходили до 20 тысяч человек (11 тысяч французов, 6 100 англичан и 900 сербов) при численности группы армий генерала Саррайля в 660 тысяч человек.